# Włosień kręty
Włosień kręty, włosień spiralny, trychina (Trichinella spiralis) – gatunek pasożytniczego nicienia z rodziny Trichinellidae. Jest jednym z najgroźniejszych pasożytów człowieka – wywołuje chorobę włośnicę (trychinozę), która może mieć ciężki przebieg, kończący się niekiedy śmiercią.

## Cykl rozwojowy
W cyklu życiowym włośni występuje zwykle dwóch różnych żywicieli, z których każdy jest żywicielem ostatecznym. Żywiciele pośredni nie występują, ponieważ u każdego żywiciela rozwijają się formy dorosłe.
Należy do pasożytów poliksenicznych (wielodomowych) tzn. może występować u różnych gatunków ssaków mięsożernych lub wszystkożernych (świnia, lis, kot, niedźwiedź, wilk, szczur czy człowiek).
Zarażenie następuje po zjedzeniu zarażonego mięsa, w wypadku człowieka najczęściej świni lub dzika, rzadziej konia, albo jego przetworów zawierających inwazyjne larwy włośnia krętego, nie poddanych odpowiedniej obróbce termicznej. Gotowanie kilograma mięsa w całości musi trwać ponad pół godziny, aby zginęły wszystkie larwy.
W żołądku człowieka, pod wpływem enzymów trawiennych, otorbione larwy (znajdujące się wcześniej w mięśniach zwierzęcia) wydostają się z otoczek, a następnie przedostają się do jelita cienkiego. Tam w ciągu 48–72 godzin osiągają dojrzałość płciową i kopulują. Samce osiągają 1,4–1,6 mm, a samice 3–4 mm długości. U samców nie występują szczecinki kopulacyjne, mają natomiast dwa stożkowate wyrostki na końcu ciała.
Embriogeneza i wylęg następuje jeszcze w macicy. Samica rodzi około 1500 żywych larw, każda o długości 0,07–0,10 mm. Larwy dostają się do krwiobiegu lub układu limfatycznego żywiciela, a z krwią lub limfą do mięśni poprzecznie prążkowanych. Po wniknięciu do włókna mięśniowego zwijają się spiralnie i otorbiają. Niektóre giną, inne zachowują zdolność do zarażania nawet przez kilkadziesiąt lat (nawet 50). Te, które przetrwają mogą powodować poważne zaburzenia w organizmie, a nawet prowadzić do śmierci.

## Zapobieganie zakażeniu
- spożywanie mięsa pochodzącego z pewnego źródła, które było poddane badaniu poubojowemu na obecność larw włośni,
- wystrzeganie się wyrobów z dziczyzny niewiadomego pochodzenia,
- unikanie mięsa i jego przetworów niedogotowanych oraz półsurowych wędlin, np. metka, biała kiełbasa z nieznanego źródła.

## Wykrywanie włośni w produktach spożywczych
Wykrywanie włośni w surowym mięsie jest stosunkowo łatwe, choć czasochłonne. Na terenie Unii Europejskiej istnieje obowiązek badania mięsa świń domowych, koni oraz zwierząt łownych (dzików, niedźwiedzi, morsów, krokodyli oraz ptaków) wprowadzanego do sprzedaży. Badania takie wykonuje się metodą wytrawiania próby zbiorczej z zastosowaniem metody magnetycznego mieszania lub metodą równorzędną określoną w rozporządzeniu wykonawczym komisji UE nr 2015/1375 z dnia 10 sierpnia 2015 r. ustanawiające szczególne przepisy dotyczące urzędowych kontroli w odniesieniu do włośni (Trichinella) w mięsie. W Polsce istnieje możliwość badania mięsa dzików na użytek własny metodą kompresorową.
Do punktu badań trafia najczęściej próbka zbiorcza, którą poddaje się obróbce mechanicznej, trawi się je w specjalnym roztworze składającym się z pepsyny oraz kwasu chlorowodorowego (solnego). Podczas wirowania dochodzi do ostatecznego rozpuszczenia osłonki wapniowej i larwy swobodnie opadają na dno. Próbkę umieszcza się na szkiełku podzielonym na sektory i pod powiększeniem trychinoskopu szuka się larw.